# Pilar Távora Sánchez
María del Pilar Távora Sánchez és una directora, productora i guionista de cinema, teatre, televisió i flamenc gitana andalusa, així com empresària, tot sent de les primeres dones a crear una productora pròpia. A més, és feminista i activista antifranquista. El 2011 va entrar en política, sent militant i candidata primer pel Partit Andalusista i després, des de 2016, per Izquierda Andalucista, formació política que va concórrer a les eleccions a Andalusia en coalició amb Units Podem. Forma part del Consell Audiovisual d'Andalusia des de 2019.

## Premis i reconeixements
Ha rebut diversos reconeixements, com:
- Medalla d'Or de la Creu Roja, el maig de 2017.
- Premi Fundación Secretariado Gitano 2016.
- Premi Andaluz Gitano 2012.
- Medalla de la ciutat de Nantes (França) el 1999.
- Primer premi del Festival de Cinema de Nantes per Yerma el 1999.

## Filmografia com a directora
- 1984 – Nanas de espinas.
- 1998 – Yerma.
- 2003 - Eternos Interiores.
- 2007 – Brujas.
- 2009 – Madre amadísima.
- 2017 – Salvador Távora: la excepción (documental).